# Wiesbaden-Biebrich (stacja kolejowa)
Wiesbaden-Biebrich – stacja kolejowa w Wiesbaden, w dzielnicy Biebrich, w kraju związkowym Hesja, w Niemczech. Znajdują się tu 2 perony.